# Рубцов, Александр Александрович
Александр Александрович Рубцов (24 января 1884, Санкт-Петербург — 26 ноября 1949, Тунис) — живописец, график, публицист, чье творчество одновременно принадлежит русской, французской и тунисской культурам.

## Биография
Родился в Гаванском бесплатном родильном приюте Петербурга. В воспитании будущего художника принимал активное участие один из первых русских импрессионистов, живописец Ян Ционглинский, которого Рубцов называл своим учителем по жизни и искусству. Крестная мать художница Екатерина Карловна Вахтер приобщила его с детства к искусству и путешествиям. В 1893—1898 гг. А. Рубцов занимается живописью и рисунком в Школе Общества поощрения художеств. В 1904 г. закончил гимназию, где за отличное поведение и успехи в учёбе был награждён серебряной медалью.

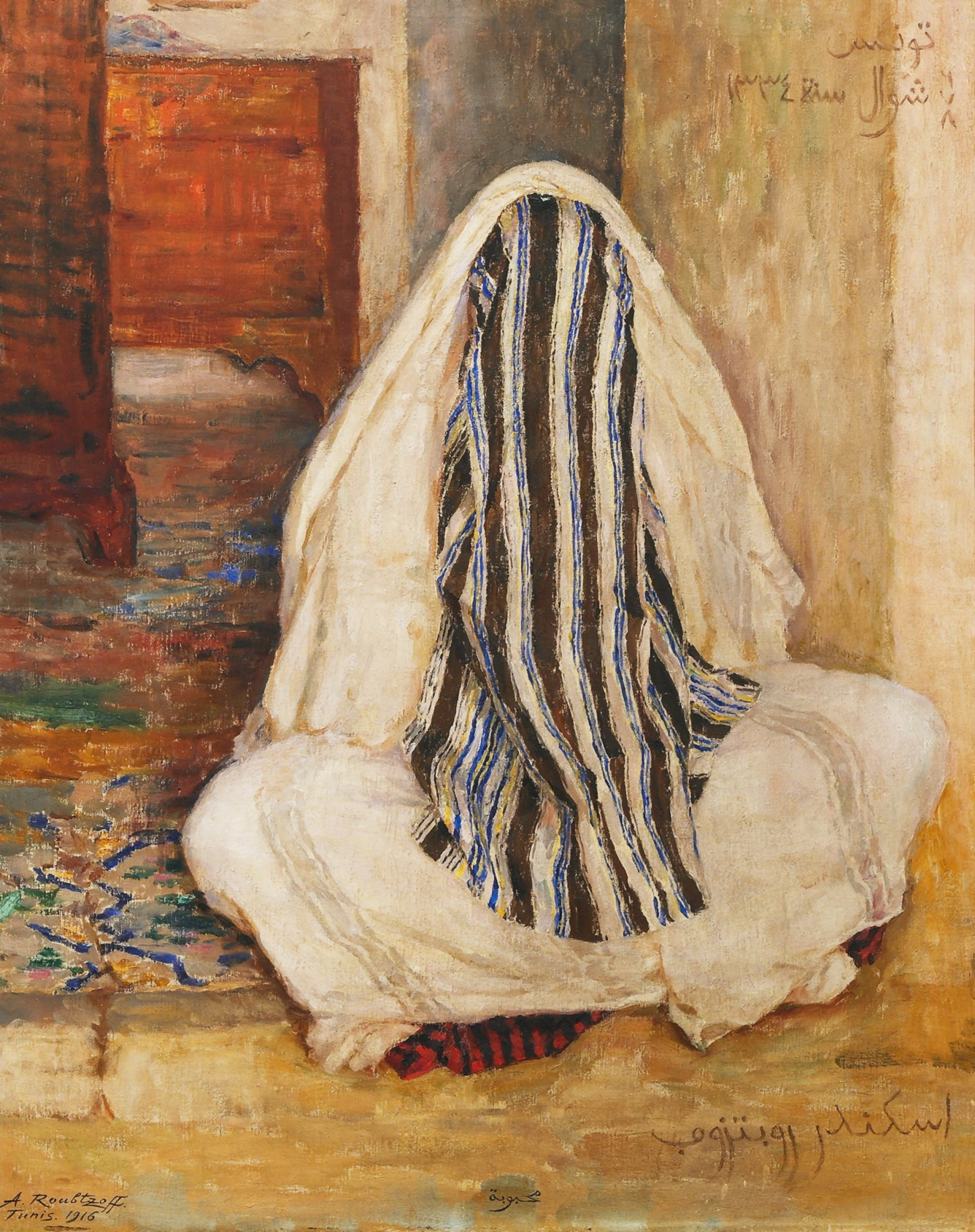
А. Рубцов, Mahbouba, 1916

В 1904—1912 гг. А. Рубцов учился в Высшем художественном училище при Академии художеств; состоял в классах Константина Маковского и Ильи Репина. Сблизился со многими представителями авангарда, в частности с Н. И. Кульбиным. Входил в основанную им группу «Треугольник» и участвовал в организованных группой выставках «Импрессионисты» в Петербурге (1909, 1910). В 1912 г. за свою конкурсную работу «Интерьер стиля Империи» (называемую иногда «Empire») Рубцов был отмечен Гран-при на академическом конкурсе, получил звание художника и право пенсионерской поездки за границу сроком на четыре года. Посетив ряд стран (Францию, Испанию, Марокко, Германию, Англию), 1 апреля 1914 г. он прибывает в Тунис и путешествует по тунисскому югу. С ноября 1915 г. поселяется в квартире-мастерской в доме № 33 на улице Аль-Джазира на границе арабской и европейской частей г. Туниса. В 1915 г. А. Рубцов пишет в Академию Художеств:

Сейчас я послал для Академии 24 фотографии с моей живописи — на всякий случай — так как я не знаю, должен ли я в этом году давать что-нибудь для отчета или нет. Продолжаю жить в «атмосфере ориентализма» и нахожу, что материала для живописи здесь хватит на всю жизн— Гадалина Н. Александр Рубцов: Петербуржец в Тунисе.
В 1917 г. прерывается связь А. Рубцова с Академией художеств, так как истекает срок пенсионерства. В связи с военными обстоятельствами он ходатайствует о продлении срока, Академия не возражает, но в стипендии отказывает.
В 1920 г. Рубцов впервые принял участие в Тунисском Салоне, где показывает 122 работы, занявших целый зал. Был награждён тунисским орденом Почета (Nichan Iftikar). В этом же году проходит его первая персональная выставка в лондонской галерее Goupil. Путешествует по Англии и Франции. В 1921 г. проходит его персональная выставка в парижской галерее Maneul Frères, в следующем году — трижды выставляется во Франции. В 1923 г. принимает участие в создании тунисской Школы Изящных Искусств (l’Ecole des Beaux-Arts de Tunis). В 1924 г. награждён орденом французской Академии художеств, в этом же году принимает французское гражданство.
Художник писал портреты, пейзажи и жанровые картины. Был постоянным участником Тунисского и Парижского художественных Салонов. Ряд его картин приобретается Тунисским государством («Общий вид Сиди-бу-Саида», «Арабская девочка Туниса» и др.). В 1937 г. его картина «Араб» получает бронзовую медаль Всемирной выставки в Париже.
Интересна публицистическая деятельность А. Рубцова. В 1938—1941 гг. он публикует серию статей о Тунисе в журнале Tunisie, в которых говорит о постепенном исчезновении под влиянием европейского модернизма национальной самобытности арабского Туниса.

Мало-помалу в арабском городе старые дома превращаются в руины. Железобетон и бетон все больше и больше распространяются и загромождают Тунис и его окрестности. Интерьеры арабских кафе осквернены миганием и свистом кофеварок, которые заменили старинные «очаги», полные золы, куда хозяин арабского кафе ставил свои крошечные кофейники из жести в форме усеченного конуса, снабженные длинным полуметровым рукавом. Теперь осталось только одно кафе на площади Хальфауин, где можно попробовать настоящий арабский кофе или чай, между тем как в других подают только «французский кофе». Это кафе находится прямо напротив места, где стояла некогда очень красивая и очень старая, слегка склонившаяся смоковница, поваленная ураганом— Александр Рубцов. Четверть века в Тунисе
.

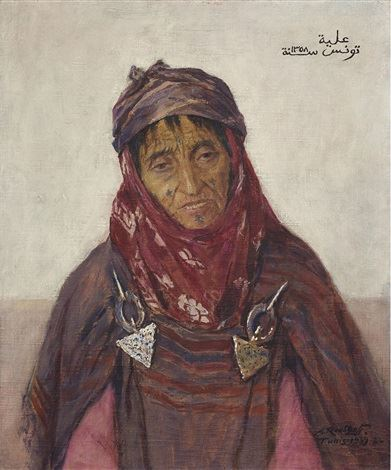
А.Рубцов, Aliya 1939 г.

В 1940-е гг. принимает активное участие в Тунисском салоне. Выполняет по заказу президента Торговой палаты Туниса картину «Сад Нежма эс-Захра» размером шесть квадратных метров. В 1944 г. выпускает альбом «Улицы Туниса» состоящий из 45 рисунков. В 1947 г. в последний раз посещает Францию для организации своей персональной выставки в галерее La Boètie, участвует в салоне Независимых, Салоне Французской Африки в Музее современного искусства в Париже, в Тунисском Салоне.
Александр Рубцов умер от туберкулеза 26 ноября 1949 г. во французском госпитале в Тунисе. Был похоронен на христианском кладбище Боржель в г. Тунисе (Borgel à Tunis- 50, Avenue Khereddine Pacha‚ Tunis. Carré Russe II, 36°49′29″ с. ш. 10°11′31″ в. д.). Участок для могилы куплен Гастоном Боглио, основателем общества друзей А. Рубцова и устроителем его последних выставок.

## Память об А. А. Рубцове

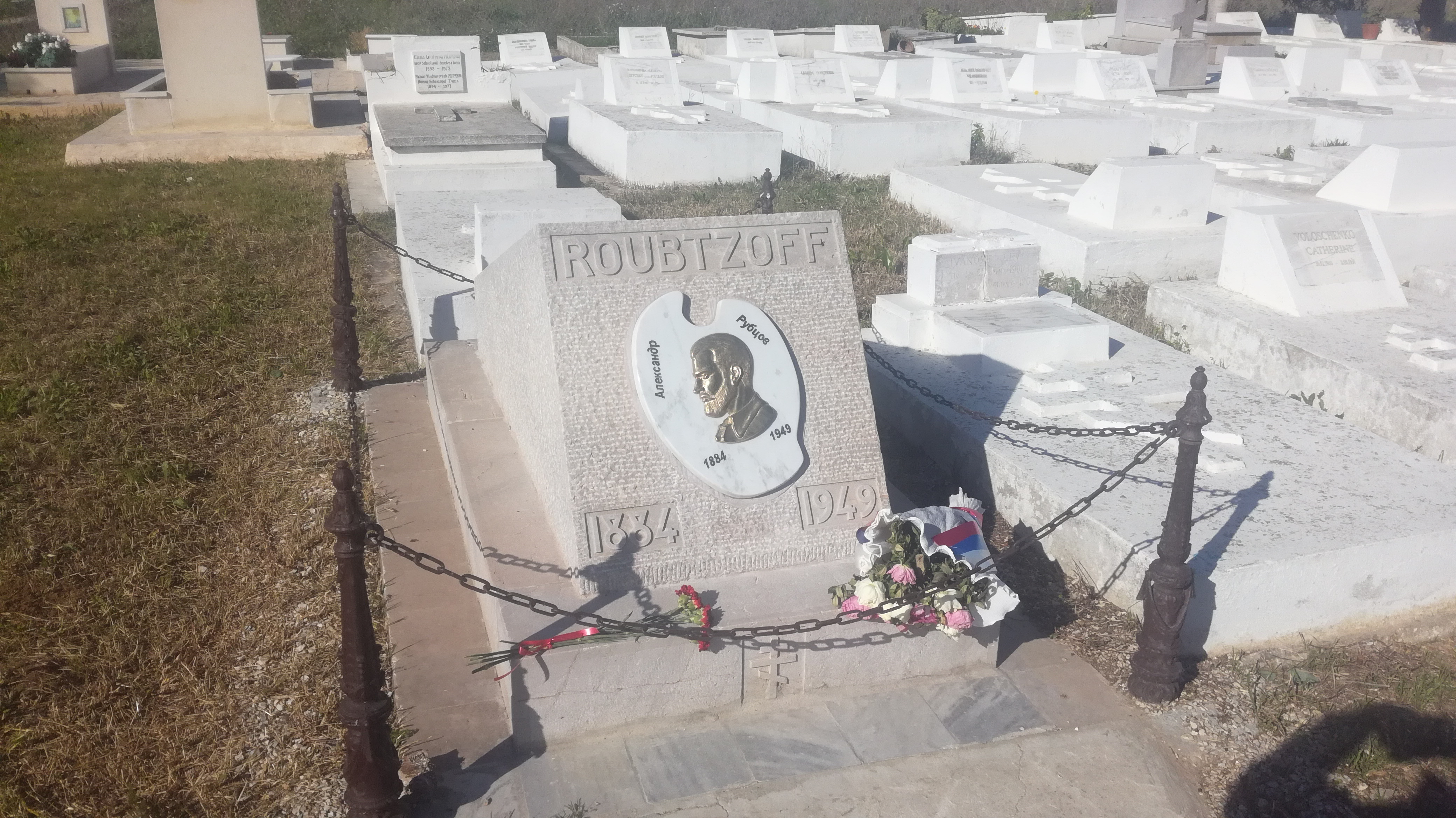
Могила А. А. Рубцова

В 1952 году была учреждена премия имени Александра Рубцова. Первым лауреатом этой премии стал художник Пьер Бержоль.
Ещё при жизни художника его произведения стали предметом искусствоведческого изучения, музейного и частного коллекционирования. Большинство произведений А. Рубцова находятся в собраниях частных коллекционеров Туниса, Франции и России. Первым русскоязычным изданием, посвященным судьбе А. А. Рубцова, стала книга петербургского искусствоведа Н. О. Гадалиной «Александр Рубцов: петербуржец в Тунисе» (СПб, 2004).
В 2019 году на могиле А. Рубцова силами Представительства Россотрудничества в Тунисе был установлен барельеф с рельефным изображением художника. Утраченный белее десятилетия назад барельеф художника был изготовлен на одном из предприятий Челябинской области по инициативе партнёра Тунисской ассоциации «Российское наследие» П. Науменко — историка русской военно-морской эмиграции в Северной Африке.
В 2019 году в Москве и Санкт-Петербурге прошла выставка живописи и графики из частной коллекции тунисского коллекционера Меди Дусса «Между Тунисом и Россией: Ориентализм в живописи Александра Рубцова (1884—1949)».
Могила Александра Рубцова включенные в Перечень находящихся за рубежом мест погребения, имеющих для Российской Федерации историко-мемориальное значение (распоряжение Правительства Российской Федерации от 11.11.2010 г. № 1948-р, с изменениями от 28.08.2012 г. № 1551-р, от 04.03.2014 г. № 310-р, от 13.07. 2016 г. № 1493, от 09.06.2017 г. № 1197-р).
В 2024 году Почта России выпустила совместно с Тунисской Республикой марки, на которых изображены картины художника: автопортрет 1919 года и «В гостиной.», начало XX века.

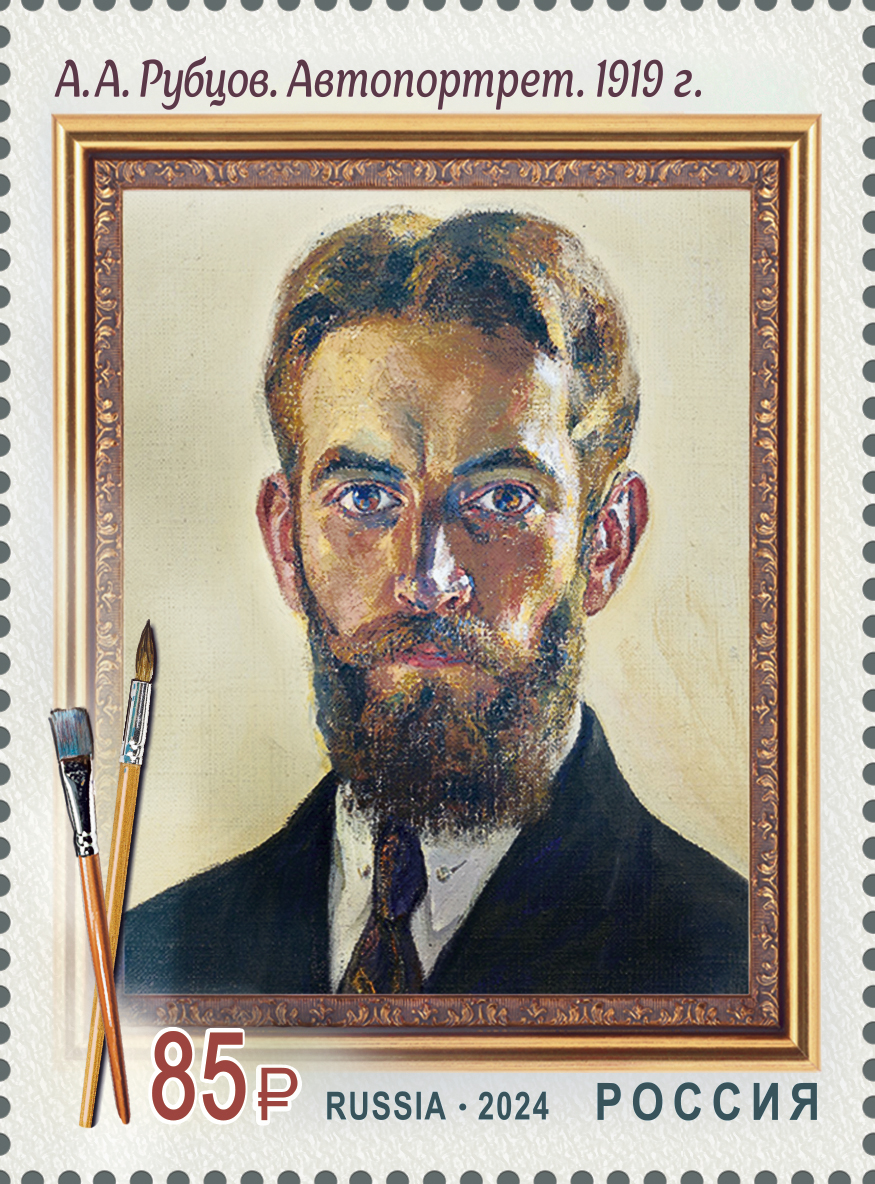
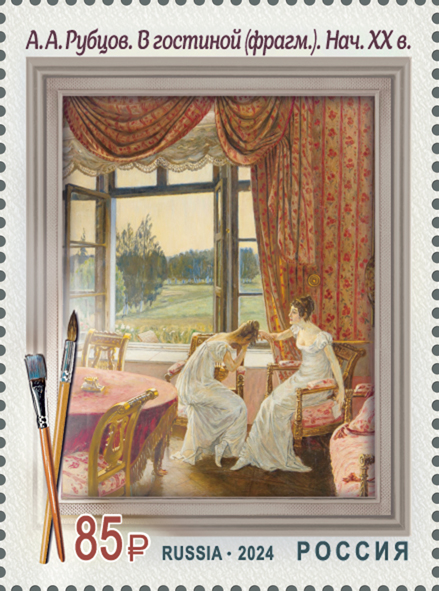

## Galerie

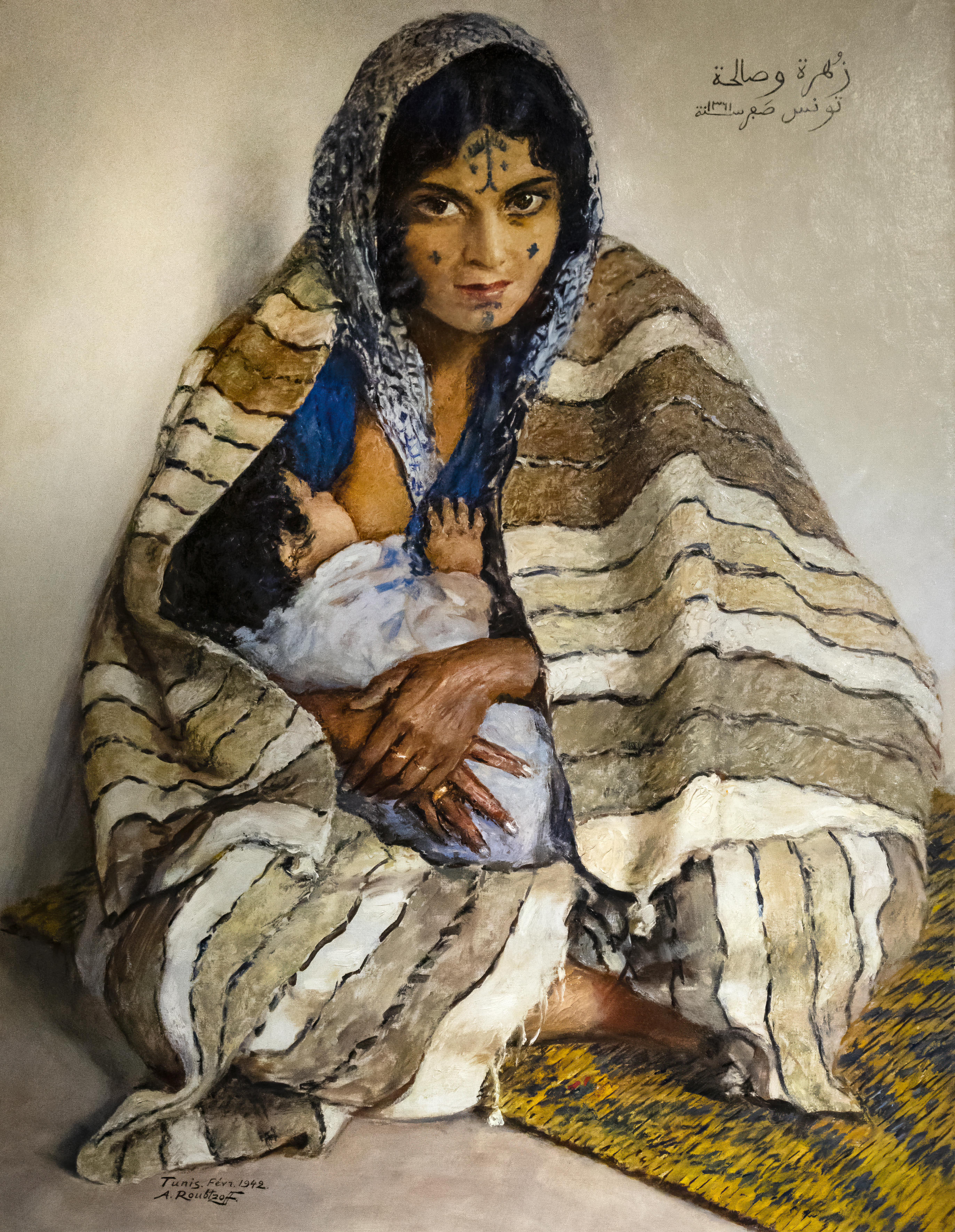
Бедуин на одеяле
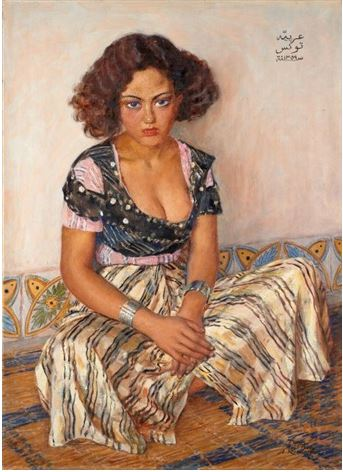
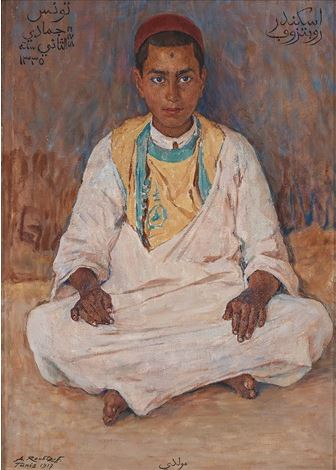
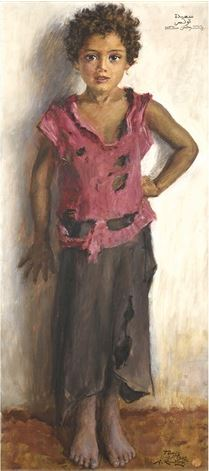
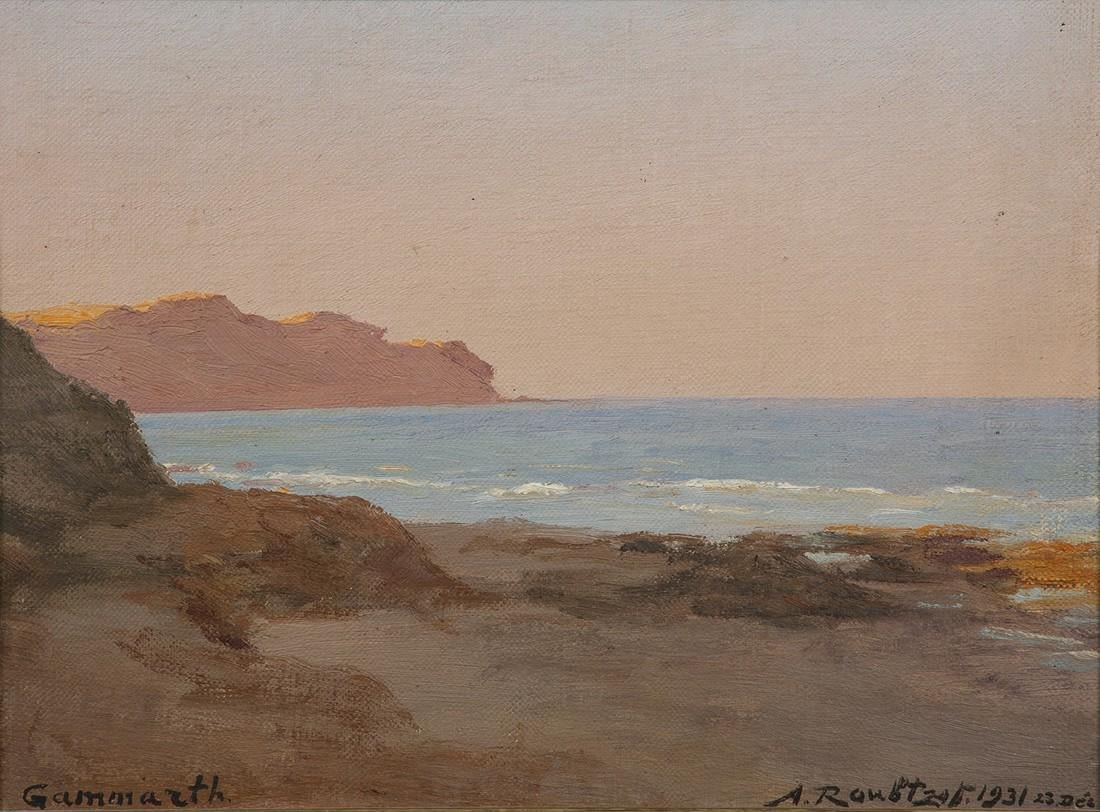
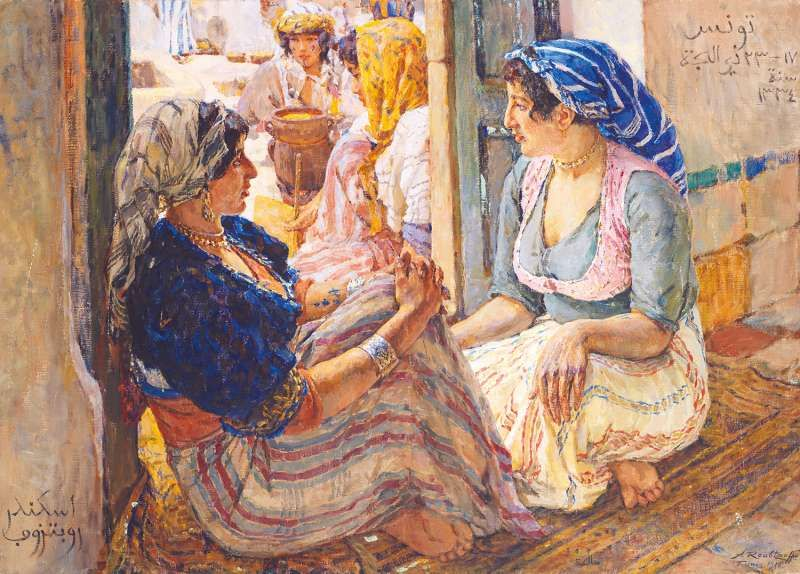
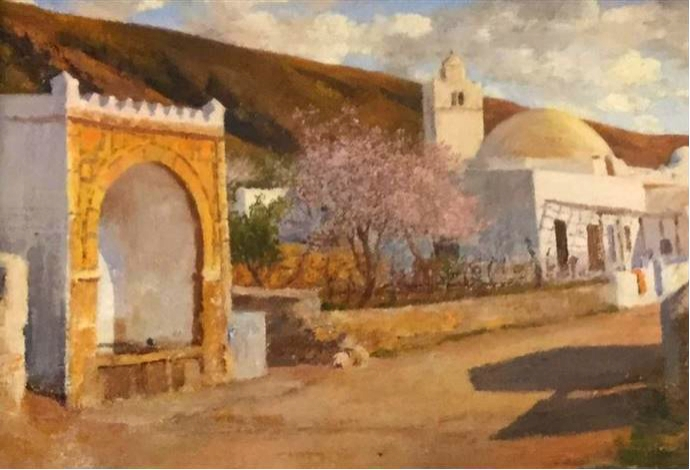